# الضوء المضغوط

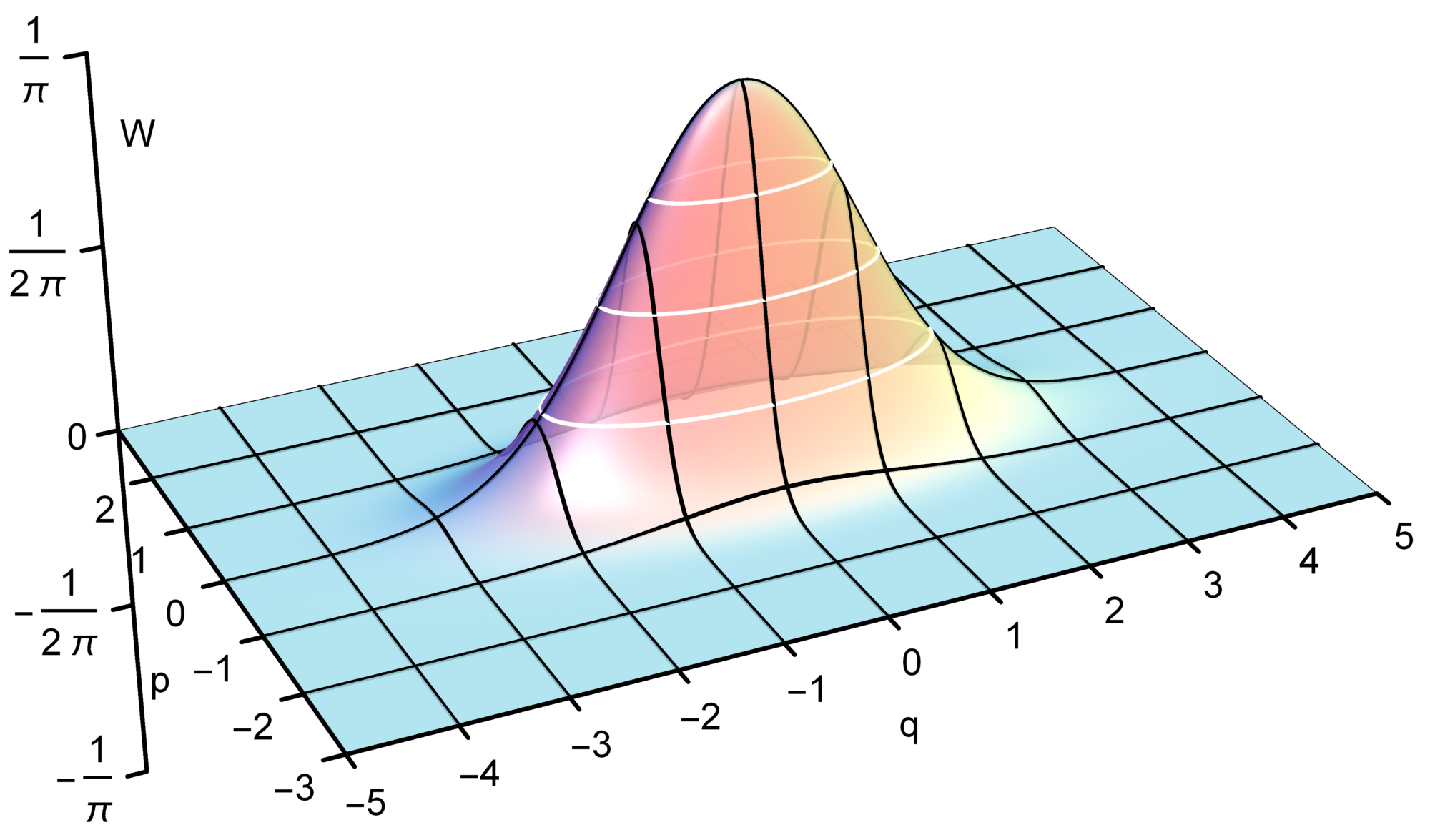

الضوء المضغوط (بالإنجليزية: squeezed light)‏هو الضوء الذي من اجله يتمثل  مبدأ الريبة بشكل غير متناظر.  
الطبيعة الكمومية للضوء تؤدي إلى تقلبات صغيرة في طور وسعة الأمواج الضوئية. في الضوء الكلاسيكي يتمثل مبدأ الريبة لكل من الطور والسعة بشكل متناظر. أما في الضوء المضغوط يُنْقَص أحدهما على حساب الآخر.
يمكن إنتاج الضوء المضغوط من ضوء ذو شدة عالية مثل الليزر يمر عبر بلورة لاخطية. 

## التطبيقات
بواسطة الضوء المضغوط يمكن تحسين دقة القياسات. على سبيل المثال يمكن بواسطة الضوء مضغوط الطور تحسين كشف أمواج الجاذبية. ويستخدم الضوء مضغوط السعة في تحسين  دقة قياس الأطياف الضوئية.   

## وصلات خارجية
www.squeezed-light.de/